# Culrain
Culrain är en by i Sutherland, Highland, Skottland. Byn är belägen 5 km 
från Bonar Bridge. Orten har 80 invånare (2011).